# まんが赤塚不二夫伝
『まんが赤塚不二夫伝』（まんがあかつかふじおでん）は、漫画家・赤塚不二夫の“自伝的まんが”と“記念碑的まんが”を１冊にまとめた短編集である。それまで散逸していた短編作品が整理され、幻の作品も多く発掘された。

## 概要
2023年12月20日、光文社知恵の森文庫より発行。全336ページ。
第1章には、赤塚が自身を主人公に描いた「自伝」的な作品群を一挙に収録。
第2章には、赤塚の人生を語る上で欠かすことのできない「記念碑」的な7作品を収録。
最後に、赤塚本人による「あとがき」の代わりとして、盟友・石ノ森章太郎が逝去した際に書いたエッセイが「自筆原稿」の状態で特別収録されている。

## 収録作品

### 第1章 自伝的まんが編
トキワ荘物語
初出：『COM』（虫プロ商事）1970年5・6月合併号
さわぐこと大好きだよ〜ん
初出：『主婦の友』（主婦の友社）1970年4月号
ぼくが六年生のころ……
初出：『小学六年生』（小学館）1971年3月号
ギャグほどすてきな商売はない！！
初出：『別冊少年ジャンプ』（集英社）1973年7月号
ギャグゲリラ
－「タレント候補 赤塚不二夫」 初出：『週刊文春』（文藝春秋）1977年4月21日号
－「赤塚不二夫 政治に漫画を！！」 初出：『週刊文春』（文藝春秋）1977年5月12日号
ぼくの音楽青春
初出：『サウンドレコパル』（小学館）1980年9月号
ニューヨーク架空旅行
初出：『旅』（新潮社）1980年10月号
私の故郷－満州国古北口－
初出：『週刊漫画アクション』（双葉社）1981年7月23日号
不二夫のワルワルワールド
－第1話 初出：『別冊コロコロコミック」（小学館）第8号 1982年7月1日発行
－第2話 初出：『別冊コロコロコミック』（小学館）第9号 1982年9月1日発行
－第3話 初出：『別冊コロコロコミック』（小学館）第10号 1982年11月1日発行
－第4話 初出：『別冊コロコロコミック』（小学館）第11号 1983年1月1日発行
－第5話 初出：『別冊コロコロコミック』（小学館）第12号 1983年3月1日発行
イキイキ、ハツラツ、スペシャリスト集団
初出：『毎日新聞』（毎日新聞社）1984年2月21日付
受付嬢
初出：『COMIC WOO』（サンケイ出版）1985年12月号
ボクのストレス解消法
初出：「ストレスくん、さようなら」（保健同人社）1989年2月15日発行
我が家
初出：『週刊文春』（文藝春秋）1998年10月15日号（創刊2000号記念特大号）
ほっとする新潟の空気
初出：『新潟日報』（新潟日報社）2000年7月19日付

### 第2章 記念碑的まんが編
＜処女作＞ 『ダイヤモンド島』
制作：1950年ごろ（新潟／四ツ合中学校時代）
＜デビュー前の習作＞ 『シエリフジヨン』
制作：1952年ごろ（新潟／看板屋時代）
＜『漫画少年』に初採用！＞ 4コマ作品『看板屋』
初出：『漫画少年』（学童社）1954年5月号
＜『漫画少年』に初のページ物＞ 『小包とリンゴ』
初出：『漫画少年』（学童社）夏の臨時増刊号 1955年8月30日発行
＜寺田ヒロオのアドバイスで完成！＞ 『おかあさんのうた』－「みすずのしあわせ」
初出：描き下ろし単行本（若木書房）1958年11月25日発行
＜少年誌初連載のきっかけ＞ 『ナマちゃんのにちよう日』
初出：『漫画王』（秋田書店）1958年11月号
＜原体験をまんが化＞ 『おそ松くん』－「いなかでハッスルのまき」
初出：『週刊少年サンデー』（小学館）1962年6月10日・24号

### 特別収録
＜自筆エッセイ＞『石ノ森のこと』
初出：『日本漫画家協会広報』（日本漫画家協会事務局）1998年3月15日・第156号

## 文庫解説
- 「出典解説」執筆者：松木健也（フジオ・プロダクション）※各作品の詳細や補足情報を計38ページにわたって解説
- 「解説すんごい作品集なのだ！」執筆者：末井昭※全体の総括を計9ページにわたって解説

## 補足
- デビュー前の処女作「ダイヤモンド島」や新潟時代の習作「シエリフジヨン」が初収録されたことで話題となり、「読売新聞」（2024年２月７日・朝刊・文化面）や「中日新聞」（2024年2月22日付・夕刊）など、多くの媒体で取り上げられた[10][11]。
- 口絵、挿絵、出典解説にもレアな写真やカット、赤塚本人による下書きが多数盛り込まれている

## 書誌情報
- 赤塚不二夫『まんが赤塚不二夫伝』光文社知恵の森文庫、2023年12月20日、ISBN 978-4-334-10166-4[12]